# Змајева крила
Змајева крила (кореј. 스피드왕 번개 Seupideuwang Beongae (Speed King Bungai); енгл. Wings of Dragon) јужнокорејска је анимирана серија. Оригинално се емитовала на каналу SBS од 18. маја до 18. августа 1998. године, са укупно 26 епизода. Српску синхронизацију радио је Канал Д. Текст је превела Наташа Ђерковић, док су улоге тумачили Лидија Скрињик, Драгана Ракочевић, Андрија Ковач, Никола Марковић и  Ранко Горановић. 

## Синопсис
Муња Кан и његови пријатељи се такмиче у ауто ролер тркама, где уз помоћ даљинског управљача учесници контролишу мини формуле док се тркају на ролерима.

## Списак епизода
| Епизода | Српски назив епизоде    |
| ------- | ----------------------- |
| 1       | Нови другари            |
| 2       | Тркачи на сцени         |
| 3       | Тркачи против Акцијаша  |
| 4       | Небова борба            |
| 5       | Нови тренер Тркача      |
| 6       | Сукоб Муње и Кана       |
| 7       | Арина љубомора          |
| 8       | Незаустављива Ара       |
| 9       | (непознато)             |
| 10      | Страшна небеска планина |
| 11      | (непознато)             |
| 12      | (непознато)             |
| 13      | (непознато)             |
| 14      | (непознато)             |
| 15      | (непознато)             |
| 16      | (непознато)             |
| 17      | Кавгаџија Јонби         |
| 18      | (непознато)             |
| 19      | Анђели пакла            |
| 20      | Шести играч             |
| 21      | Климаво пријатељство    |
| 22      | (непознато)             |
| 23      | (непознато)             |
| 24      | Посејдонова моћ         |
| 25      | У сусрет победи         |
| 26      | Коначна победа          |

## Белешке
1. ↑  Подаци узети са заврше шпице из прве епизоде.

## Спољашњи извори
- Подаци о серији (на језику: корејски)
- Подаци о серији на сајту MyAnimeList (на језику: енглески)